# Battaglia di Białołęka
La battaglia di Białołęka fu combattuta dal 24 al 25 febbraio 1831 da Polonia e Russia imperiale.
I russi erano condotti da Ivan Shakhovskiy; il contrattacco polacco obbligò i russi a ritirarsi. Questo obbligò il feldmaresciallo Hans Karl von Diebitsch a condurre l'attacco un giorno prima di quanto stabilito.